# Romigny
Romigny é uma comuna francesa na região administrativa do Grande Leste, no departamento de Marne. Estende-se por uma área de 11.35 km², e possui 215 habitantes, segundo o censo de 2018, com uma densidade de 19 hab/km².